# گولتسوو (مکلنبورگ-فورپومرن)

محل شهر گولتسوو در منطقه Mecklenburgische Seenplatte District

گولتسوو (به آلمانی: Gülzow) یک شهر در آلمان است که در Mecklenburgische Seenplatte District واقع شده‌است. گولتسوو ۴۹۱ نفر جمعیت دارد.